# Kleurenblindheid
Kleurenblindheid of daltonisme is het niet volledig normaal waarnemen van kleuren. Minder goed kleuren kunnen onderscheiden (kleurenzwakte) komt meer voor dan echte kleurenblindheid, waarbij een deel van de kleurwaarneming helemaal is uitgevallen. Meestal treedt kleurenblindheid op als een of meer van de drie typen kegeltjes, die naast de staafjes een van de twee soorten lichtgevoelige cellen in het netvlies zijn, niet goed of helemaal niet werken. 
Kleurenblindheid is meestal een erfelijke aandoening, en de meest voorkomende vorm van kleurenblindheid is geslachtsgebonden. Er bestaan ook verworven vormen, meestal als gevolg van vergiftigingen, zoals door gebruik van bepaalde geneesmiddelen. Om kleurenblindheid op te sporen worden kleurenvisietesten uitgevoerd, zoals de Ishiharatest. Er bestaat geen behandeling voor kleurenblindheid, maar er zijn wel enkele hulpmiddelen die ondersteuning bieden, zoals speciaal corrigerende brilglazen. Milde vormen van kleurenblindheid hebben vaak geen significante invloed op het dagelijks leven en kleurenblinden ontwikkelen meestal vanzelf aanpassingen om de afwijking te compenseren.

## Vormen van kleurenblindheid

### Rood-groenkleurenblindheid
Bij de meest voorkomende vorm, rood-groenkleurenblindheid, is het niet of niet goed mogelijk om te onderscheiden tussen rood- en groentinten. Bij ongeveer een op de twaalf mannen komt dit voor. Het gaat meestal om deuteranomalie (kleurenzwakte voor groen). Een onvermogen om rood te zien (1% van de mannen) of verminderd vermogen om rood te zien (nog eens 1% van de mannen) komt minder voor.

### Andere aandoeningen
Achromatopsie is een zeldzame aandoening waarbij geen van de drie soorten kegeltjes functioneert. Mensen met deze gesteldheid zien de wereld in grijstinten, precies zoals de term kleurenblindheid suggereert. Deze aandoening gaat echter ook nog gepaard met verminderde beeldscherpte en moeilijkheden met het richten van de blik.
Behalve met de kegeltjes kan er ook iets mis zijn met de oogzenuw of kunnen de lichtdoorlatende onderdelen van het oog (vooral de ooglens) een kleurzweem veroorzaken, vooral bij sommige soorten staar. Al met al is kleurenblindheid dus eigenlijk een verzamelnaam voor een heel scala aan verschillende afwijkingen.

## Kleurenzien en mogelijke afwijkingen

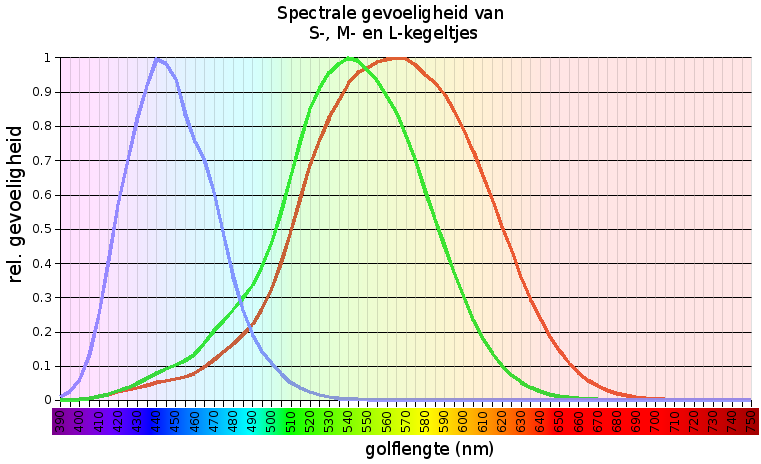
Spectrale gevoeligheid van de drie soorten kegeltjes

De drie soorten kegeltjes hebben normaal gesproken hun grootste gevoeligheid in respectievelijk het gele, het groene en het blauwe golflengtegebied. Om verwarring met kleurindrukken te vermijden worden deze aangeduid met de letters L (long), M (medium) en S (short). De eerste twee soorten kegeltjes liggen ten opzichte van de blauw-gevoelige kegeltjes met hun gevoeligheidsmaximum niet ver uit elkaar.
Het kleurenzien is in de praktijk het vaakst gestoord door minder goed werkende L- of M-kegeltjes (protanomalie en deuteranomalie, vooral de laatste). Beide vormen leiden tot moeilijkheden bij het waarnemen van verschillen tussen rood en groen en worden samengevat onder de term rood-groenkleurenblindheid. Bij protanopie en deuteranopie is de functie van de L- respectievelijk de M-kegeltjes zelfs helemaal afwezig. De S-kegeltjes zijn veel minder vaak aangedaan (tritanomalie of tritanopie). Er zijn binnen de verschillende afwijkingen weer verschillende oorzaken mogelijk, zoals ontbreken van bepaalde soorten kegeltjes, minder voorkomen, of gevuld zijn met een niet goed werkend pigment. 

## Tests

Ishihara-test

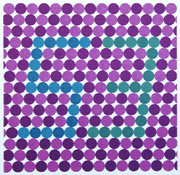
SPP Test: zoek het getal dat tussen de gekleurde stippen zit.

De ishiharatestHiermee wordt de kleurenblindheid nagegaan aan de hand van een schijf met gekleurde bolletjes. De patiënt moet zeggen welke cijfers er in het bolletjespatroon verborgen zitten. Hiermee worden alleen rood/groen-stoornissen (protan/deutan) getest.
De Standard Pseudoisochromatic Plates (SPP)Hiermee wordt kleurenblindheid nagegaan aan de hand van een vierkant vlak met gekleurde bolletjes. De patiënt moet zeggen welke cijfers er in het bolletjespatroon verborgen zitten. Hiermee worden alleen rood/groen-stoornissen (protan/deutan)  getest. 
De The City University (TCU)Hiermee wordt kleurenblindheid nagegaan aan de hand van vijf cirkels. Men moet zeggen welke van de 4 buitenste cirkels het meest overeenkomt met de middelste cirkel. Hiermee worden alle kleurstoornissen getest: rood (protan), groen (deutan) en blauw (tritan).

## Erfelijkheid
Rood-groenkleurenblindheid komt het meest bij mannen voor. In totaal heeft ongeveer 1 op de 12 mannen deze erfelijke vorm van kleurenblind (8%), tegenover 1 op de 250 vrouwen (0,4%). Mannen zijn vaker kleurenblind  doordat de betrokken genen op het X-chromosoom liggen. In tegenstelling tot mannen, hebben vrouwen twee X-chromosomen, zodat de recessieve afwijking kleurenblindheid bij vrouwen alléén voorkomt als beide X-chromosomen het afwijkende gen bezitten.
De goede werking van de 'blauwe' kegeltjes wordt echter bepaald door een gen op chromosoom 7, waarvan mannen en vrouwen er evenveel hebben, zodat de erfelijke vormen van geel-blauw-kleurenblindheid (tritanopia en tritanomalie) bij mannen en vrouwen evenveel voorkomen.

## Geschiedenis van het onderzoek
De Engelse scheikundige John Dalton publiceerde in 1794 het eerste wetenschappelijke artikel over kleurenblindheid, Extraordinary facts relating to the vision of colours (Buitengewone feiten over het zien van kleuren) nadat hij zich gerealiseerd had dat hij zelf kleurenblind was. Naar hem wordt kleurenblindheid nog weleens daltonisme genoemd.
Zijn hypothese over de oorzaak van kleurenblindheid was dat deze te wijten was aan het verkleuren van het glasachtig lichaam van het oog. Daarom liet hij bepalen dat men na zijn dood zijn oog zou ontleden. De hypothese bleek incorrect.

## Maatschappelijke bezwaren
De zeldzame volledige kleurenblindheid gaat gepaard met een slechte gezichtsscherpte. De vaker voorkomende gedeeltelijke kleurenblindheid heeft weinig maatschappelijke gevolgen, maar er zijn beroepen waarvoor een goede kleurenzin nodig is, zoals beroepsmilitair, piloot en politieagent.
Dit betekent echter niet dat een kleurenblinde per definitie uitgesloten is. Vaak wordt de gradatie bepaald waarin het voorkomt afgezet tegen de vereisten voor de functie. Zo kan een kleurenblind persoon die de ishiharatest niet haalt, een PPL halen met restrictie voor alleen overdag vliegen.

## Evolutie
Gezien de hoge frequentie in onze populatie dient aangenomen dat deze erfelijke afwijking kennelijk evolutionair gezien niet leidt tot een geringere voortplantingskans. We mogen zelfs aannemen dat ze onder zekere omstandigheden zelfs leidt tot een hogere overlevingskans, anders was de afwijking allang nagenoeg uit de populatie verdwenen. Wellicht hebben kleurenzwakke en kleurenblinde personen een compenserend voordeel, bijvoorbeeld het meer letten op patronen dan kleuren, wat dikwijls nuttig kan zijn; maar dit blijven speculaties. In de Tweede Wereldoorlog vlogen kleurenblinden mee in verkenningsvliegtuigen om door de (voor hen juist niet) misleidend gekleurde camouflagenetten heen te kijken en op de vorm van verborgen tanks en kanonnen te letten. Veel zoogdieren (bijvoorbeeld honden) hebben ook een duidelijk minder gedifferentieerde kleurwaarneming dan mensen, doordat ze van nature maar twee in plaats van drie soorten kegeltjes hebben. Veel vogels hebben er daarentegen zelfs vier. 
Insecten hebben heel andere ogen. Van honingbijen is bekend dat ze rood niet, maar ultraviolet weer wel waarnemen.